# ريتشارد ويلكينسون (لاعب كريكت)
ريتشارد ويلكينسون (24 نوفمبر 1982 في المملكة المتحدة - ) (بالإنجليزية: Richard Wilkinson)‏ هو لاعب كريكت بريطاني. لعب مع Cheshire County Cricket Club ‏ وLoughborough MCC University ‏.

## وصلات خارجية
- ريتشارد ويلكنسون على موقع إي آس بي آن كريك إنفو (الإنجليزية)